# Dhofaria macleishii
Dhofaria macleishii är en kaprisväxtart som beskrevs av A.G. Miller. Dhofaria macleishii ingår i släktet Dhofaria och familjen kaprisväxter. Inga underarter finns listade i Catalogue of Life.